# Johannes Birk
Johannes Birk (Gjellerup, 1893. szeptember 5. – Herning, 1961. február 18.) olimpiai ezüstérmes dán tornász.
Az 1920. évi nyári olimpiai játékokon indult tornában és a svéd rendszerű csapat összetettben ezüstérmes lett.
Klubcsapata a DDS&G's Hold volt.